# Mysella tanabensis
Mysella tanabensis is een tweekleppigensoort uit de familie van de Lasaeidae. De wetenschappelijke naam van de soort is voor het eerst geldig gepubliceerd in 1960 door Habe.